# Reino de Comagena
Comagena era uma antiga região da Ásia Menor, localizada ao longo do Eufrates, ao pé de Tauro, cuja capital era Samósata. Fez parte do Império Selêucida até 162 a.C. No ano 17 d.C. foi anexada por Roma, e tornou-se dependente da província romana da Síria no ano 72 d.C..

## História

Comagena como reino vassalo do Reino da Armênia de Tigranes, o Grande

Mesmo cidade-estado (Kummuhi, do século XII a.C.), após a queda do Império Hitita, fazia parte da antiga Armênia, particularmente da província de Sofena, mas, sob os selêucidas, Sofena e Comagena foram separadas e formaram o Reino de Sofena.
Mais tarde, por volta de 163 a.C., os selêucidas romperam Comagena de Sofena e formaram o Reino de Comagena. Nesse mesmo ano,[carece de fontes?] o sátrapa local Ptolomeu de Comagena declarou a independência de Comagena e como os reis da Síria estavam ocupados com outras guerras e Comagena tinha defesas naturais, não houve interferência. Sua capital, Samósata, foi renomeada Antioquia Comagena.
O reino manteve-se independente até 72, quando se tornou parte da província romana da Síria.
Até o final do século I a.C., a população da região foi linguística e etnicamente armênia.

## Governantes

### Sátrapas da Comagena, 290-163a.C.
- Samo I c.290-c.260 a.C.
- Arsames I c.260-c.228 a.C.
- Xerxes de Comagena c.228-c.201 a.C.
- Ptolomeu de Comagena [1] c.201-163 a.C.

### Reis da Comagena, 163a.C.-72d.C.

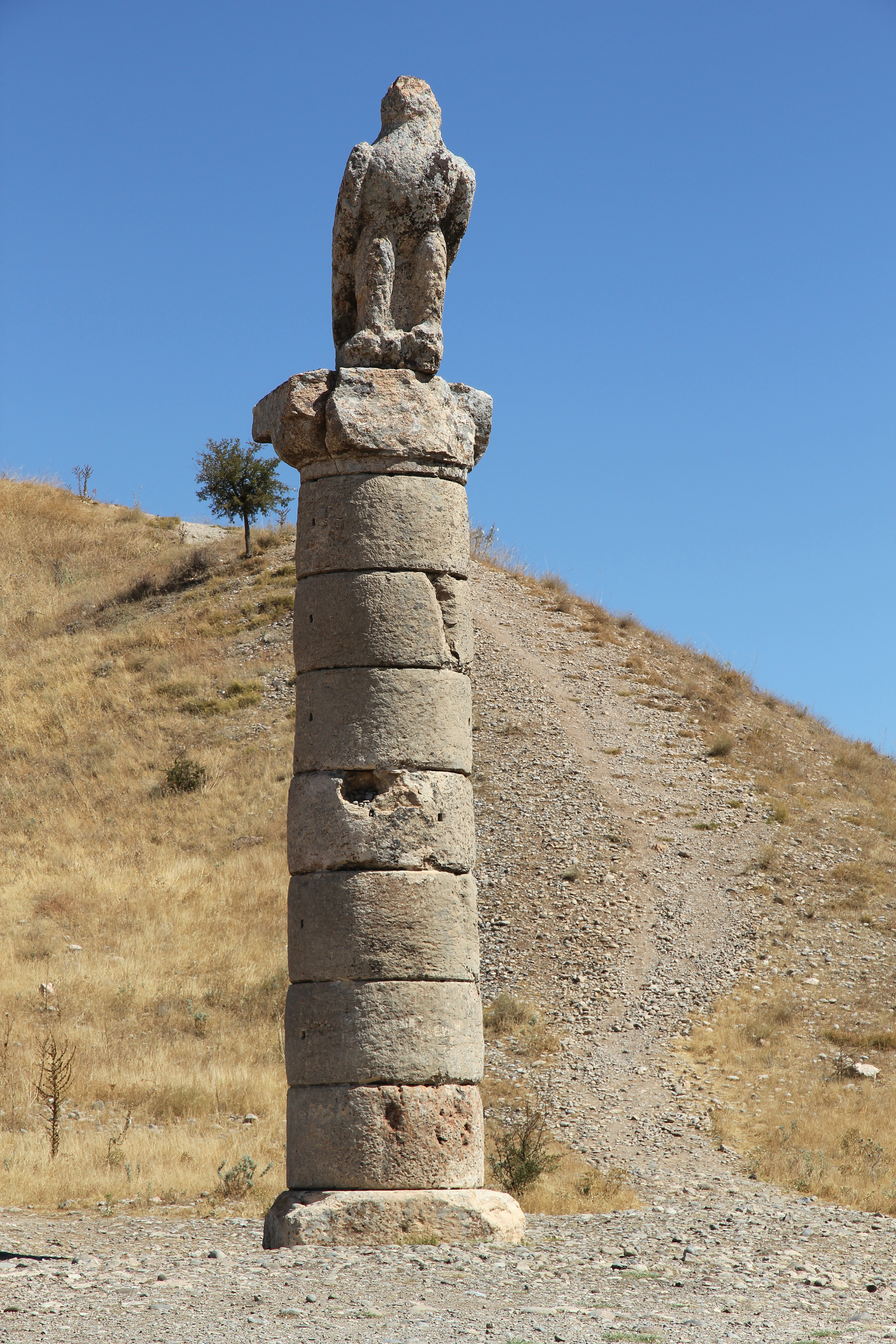
Monumento de Nemrud

- Ptolomeu de Comagena [1] 163-130 a.C.
- Samo II Teósebes Diceu 130-109 a.C.
- Mitrídates I Calínico 109-86 a.C.
- Antíoco I Teos 86-38 a. C.
- Mitrídates II Fileleno 38-20 a.C.
- Antíoco II 20 a.C.
- Mitrídates III de Comagena 20-12 a.C.
- Antíoco III de Comagena 12 a.C. - 17 d.C.
- Sob o poder de Roma 17 d.C. - 38 d.C.
- Antíoco IV de Comagena 38 d.C. - 72 d.C.